# Duets II
Pour les articles homonymes, voir Duets.
Duets II est un album de Tony Bennett sorti le 20 septembre 2011.

## Historique
Cet opus est la suite de l'enregistrement à succès de Tony Bennett Duets : An American Classic, sorti en 2006,  qui reprend des standards jazz en duo avec des stars internationales.
L'album contient trois singles : Body And Soul, reprise de Coleman Hawkins de 1930 en duo avec Amy Winehouse, The Lady Is a Tramp, reprise de  Roger & Hart datant de 1937, en duo avec Lady Gaga et Don't Get Around Much Anymore, reprise de Duke Ellington sortie en 1940. 
Dans ce disque, on y retrouve des duos avec John Mayer, Michael Bublé, k.d. lang, Aretha Franklin, Sheryl Crow, Willie Nelson, Queen Latifah, Norah Jones, Josh Groban, Natalie Cole, Andrea Bocelli, Faith Hill, Alejandro Sanz, Carrie Underwood  et  Mariah Carey.
L'enregistrement étant un succès international, il sera édité quelque temps plus tard en pressage vidéographique (DVD), contenant les sessions d'enregistrement de l'opus en formes de vidéo-clips. Sorti le 26 mars 2012, il y contient tous les titres sauf When Do The Bells Ring For Me en duo avec Mariah Carey.

## Liste des chansons
1. The Lady Is a Tramp (en duo avec Lady Gaga) (L. Hart, R. Rodgers) – 3:18
2. One For My Baby (And One More For The Road (en duo avec John Mayer) (H. Arlen, J. Mercer) - 2:58
3. Body And Soul (en duo avec Amy Winehouse) (E. Heyman, R. Sour, F. Eyton, J. Green) - 3:23
4. Don't Get Around Much Anymore (en duo avec Michael Bublé) (D. Ellington, B. Russell, R. Mathes, R. Mounsey, P. Saisse) - 2:42
5. Blue Velvet (en duo avec k.d. lang) (B. Wayne, L. Morris) - 4:35
6. How Do You Keep The Music Playing (en duo avec Aretha Franklin) (M. Legrand, A. Bergman, M. Bergman) - 5:29
7. The Girl I Love (en duo avec Sheryl Crow) (G. Gershwin, I. Gershwin)) - 3:53
8. On The Sunny Side Of The Street (en duo avec Willie Nelson) (J. McHugh, D. Fields) - 2:57
9. Who Can I Turn To (When Nobody Needs Me) (en duo avec Queen Latifah) (L. Bricusse, A. Newley) - 3:53
10. Speak Low (en duo avec Norah Jones) (K. Well, O. Nash) - 3:56
11. This Is All I Ask (en duo avec Josh Groban) (G. Jenkins) - 4:36
12. Watch What Happens (en duo avec Natalie Cole) (M. Legrand, N. Gimbel, J. Demy) - 2:10
13. Stranger In Paradise (en duo avec Andrea Bocelli) (R. Wright, G. Forrest) - 5:03
14. The Way You Look Tonight (en duo avec Faith Hill) (J. Kern, D. Felds) – 3:55
15. Yesterday I Heard The Rain (en duo avec Alejandro Sanz) (G. Lees, A. Manzanero) – 3:44
16. It Had To Be You (en duo avec Carrie Underwood) (G. Kahn, I. Jones)) – 3:51
17. When Do The Bells Ring For Me (en duo avec Mariah Carey) (C. DeForest) – 2:52

## Certifications
| Pays                  | Certification | Unités certifiées |
| --------------------- | ------------- | ----------------- |
| Australie (ARIA)      | 2 × Platine   | 140 000           |
| Canada (Music Canada) | Platine       | 80 000            |
| États-Unis (RIAA)     | Platine       | 1 000 000         |
| Mexique (Amprofon)    | Or            | 30 000            |
| Pologne (ZPAV)        | Or            | 10 000            |